# Panurginus atriceps
Panurginus atriceps là một loài Hymenoptera trong họ Andrenidae. Loài này được Cresson mô tả khoa học năm 1878.